# Qin Shihuang
Qin Shi Huang Di (Novembro/Dezembro 260 a.C. - 10 de Setembro, 210 a.C.), foi rei do Estado chinês de Qin de 247 a.C. a 221 a.C., e posteriormente tornou-se o primeiro imperador de uma China unificada, de 221 a.C. a 210 a.C., reinando sob a alcunha de Primeiro Imperador.
Tendo unificado a China, ele e seu primeiro-ministro, Li Si, iniciaram uma série de reformas significativas com o intuito de fortificar e estabilizar a unidade política chinesa, ordenando projetos de construção gigantescos, como a própria Muralha da China - ainda não em suas dimensões máximas. Apesar de Qin Shi Huang ser considerado ainda hoje como um dos fundadores da China unificada, que assim permaneceria, com certas interrupções e diferenças territoriais, por mais de dois milênios, o imperador também é lembrado como um tirano autocrático.

## Convenções do Nome
Qin Shi Huang nasceu, segundo o calendário chinês da época, no mês de Zheng (正), o primeiro mês do ano (no século III a.C. o ano chinês começava antes do Solstício de Inverno, e não depois, como ocorre atualmente), e portanto recebeu o nome de Zheng (政), podendo ambos ideogramas serem utilizados na China antiga. Naquela época, as pessoas não uniam o nome próprio com o sobrenome como é costume atualmente, portanto referir-se a Qin Shi Huangdi como "Ying Zheng" seria anacronismo. O nome próprio era apenas utilizado por parentes próximos, e portanto seria também incorreto se referir ao jovem Qin Shi Huangdi como "Príncipe Zheng", ou como "Rei Zheng de Qin". Como rei, referiam-se a ele apenas como "Rei de Qin". Ele teria recebido ainda, assim como seu pai, um nome póstumo, e teria sido conhecido pelos historiadores como "Rei NN. (nome póstumo) de Qin", mas isto nunca ocorreu, contudo.
Após conquistar o último Estado chinês independente em 221 a.C., Qin Shi Huangdi tornou-se o rei do Estado de Qin governando toda a China, um feito nunca antes alcançado. Para demonstrar que não era um rei como os do Período dos Reinos Combatentes, ele passou a se autodenominar Huangdi (皇帝), combinando as palavras Huang (皇), que era utilizada para denominar os três Huang lendários (três Augustos) que reinaram nos primórdios da história chinesa, com a palavra Di (帝), que era utilizada para denominar os lendários cinco Di (Cinco Imperadores) que reinaram imediatamente após os três Huang. Estes três Huang e cinco Di eram considerados líderes perfeitos de imensos poderes, além de possuírem grande longevidade. A palavra huang também significa "grande". A palavra di também significa o deus supremo, criador do mundo. Neste sentido, juntando essas duas palavras, o que ninguém havia feito anteriormente, Qin Shi Huangdi criou um título relacionado ao seu feito único de unificação do reino da China - ou melhor, de unificação do mundo, já que os antigos chineses, assim como os romanos, acreditavam que seu império englobava todo o mundo.
A palavra huangdi foi traduzida na maioria dos idiomas ocidentais como "imperador", uma palavra também com uma longa história que remete a Roma antiga, e que os europeus consideram como superior a "rei". Qin Shi Huang adotou o nome Primeiro Imperador (Shi Huangdi, literalmente "imperador que começa"). Ele aboliu nomes póstumos, os quais os antigos reis tornavam-se conhecidos após morrerem, julgando-os inapropriados e contrários à piedade filial, e decidiu que as gerações futuras deveriam referir a ele como Primeiro Imperador (Shi Huangdi), seu sucessor deveria ser referido como Segundo Imperador (Er Shi Huangdi, literalmente "imperador da segunda geração"), o sucessor de seu sucessor deveria ser Terceiro Imperador (San Shi Huangdi, literalmente "imperador da terceira geração"), e assim por diante, por dez mil gerações, já que a casa imperial deveria reinar na China por dez mil gerações ("dez mil anos" é equivalente a "eternamente" em chinês, e também significa "boa sorte").
Qin Shi Huang tornou-se então o Primeiro Imperador do Estado de Qin. O nome oficial do Estado recém-unificado ainda era "Estado de Qin", já que Qin absorvera todos os outros Estados. O nome China (中華 ou 中國) originado de "Chin", como era conhecido na Pérsia e Industão, é uma versão romanizada de "Qin". Contemporâneos chamavam o imperador de "Primeiro Imperador", deixando de lado o "do Estado de Qin", o que era obviamente desnecessário. Entretanto, logo após a morte do imperador, seu regime entrou em colapso, e a China entrou em uma guerra civil. Eventualmente, em 202 a.C. a Dinastia Han iria reunificar a China, que ficou conhecida oficialmente como a Dinastia Han (漢國), que também pode significar "Império de Han". Qin Shi Huang não poderia mais ser chamado "Primeiro Imperador", já que isso implicaria que ele era "Primeiro Imperador do Império de Han". Tornou-se hábito então ter seu nome procedido por Qin (秦), o que não se referia mais ao Estado de Qin, mas a Dinastia Qin, uma dinastia agora substituída pela Dinastia Han. A palavra huangdi (imperador) em seu nome foi também minimizada para huang, e então ele ficou conhecido como Qin Shi Huang. Provavelmente huangdi foi encurtado para obter um nome de três ideogramas, o que está de acordo com o costume chinês (é raro entre os chineses um nome composto de quatro ou mais ideogramas).
O nome Qin Shi Huang (i.e., "Primeiro Imperador da Dinastia Qin") é o nome que aparece no livro Registros do Historiador, escrito por Sima Qian, e é o nome mais aceito atualmente na China para se referir ao Primeiro Imperador. Ocidentais às vezes escrevem "Qin Shi Huangdi", o que não é convencional - o mais comum é escrever "Qin Shi Huang" ou "Primeiro Imperador".

## Juventude e Rei de Qin: O Conquistador
No período em que o jovem Zheng nasceu, a China estava dividida em Estados feudais que guerreavam entre si. Este período da história chinesa é conhecido como o Período dos Reinos Combatentes. A competição entre eles era extremamente violenta, e aproximadamente em 260 a.C. havia apenas alguns Estados (tendo os outros sido conquistados e anexados pelos demais), mas o Estado de Zheng, Qin, era o mais poderoso. Ele era governado por uma filosofia Legalista e se centrava desde seus primórdios em assuntos militares.
Zheng nasceu em Handan (邯鄲), a capital do Estado inimigo de Zhao. Ele era filho de Zichu, um príncipe da casa real de Qin que havia se tornado refém em Zhao devido a um acordo político entre os Estados de Qin e Zhao. Zichu posteriormente retornou a Qin após muitas aventuras e com a ajuda do rico mercador chamado Lü Buwei. Ele planejou ascender ao trono de Qin, colocando Lü Buwei como chanceler (primeiro-ministro) de Qin. Zichu é conhecido postumamente como Rei Zhuangxiang de Qin. De acordo com uma história bastante difundida, Zheng não era o verdadeiro filho de Zichu, mas sim filho do poderoso chanceler Lü Buwei. Esta história surgiu porque a mãe de Zheng era originalmente uma concubina de Lü Buwei antes dele dá-la ao seu bom amigo Zichu pouco antes do nascimento de Zheng. Entretanto, a história é duvidosa já que os confucionistas teriam tido muito facilidade em denunciar um líder cujo nascimento foi ilegítimo.
Zheng ascendeu ao trono em 247 a.C. com pouco mais de 12 anos de idade, e era auxiliado por um regente até 238 a.C., quando atinge a idade de 21 anos e passa a assumir o poder de forma absoluta. Zheng continuou a tradição de atacar com tenacidade os Estados feudais (escapando de uma tentativa de assassinato realizada por Jing Ke enquanto o fazia) e finalmente tomou controle de toda a China em 221 a.C. derrotando o último Estado chinês independente de Qin, o estado de Qi
Então no mesmo ano, com 38 anos de idade, o rei de Qin proclamou a si mesmo "Primeiro Imperador".

## Unificação da China
Para evitar o caos do Período dos Reinos Combatentes, Qin Shi Huang e seu primeiro-ministro Li Si aboliram completamente a economia tradicional, predominantemente considerada como feudal. Em vez deste sistema, o que fizeram foi dividir o império em trinta e seis províncias, governadas cada uma por três governadores, que poderiam ser dispensados de acordo com a vontade do governo central. Poderes civis e militares eram também divididos, para evitar que muito poder caísse nas mãos de uma única pessoa. Assim, cada província era governada por um governador civil, auxiliado por um governador militar. O governador civil era superior ao governador militar (uma constante na história chinesa). O governador civil também era redirecionado para uma província diferente em poucos anos, para evitar que pudesse construir uma base de poder própria. Um inspetor também governava cada província, sendo responsável de informar o governo central a respeito dos outros dois governantes, e possivelmente evitando conflitos entre estes.
Este sistema administrativo era apenas uma extensão do sistema já em voga no reino de Qin antes da unificação da China. No Estado de Qin, o feudalismo havia sido abolido já no século IV a.C., e o reino já era dividido em províncias.
Qin Shi Huang ordenou que todos os membros das antigas casas reais que ele conquistou se mudassem para Xianyang (咸陽), a capital de Qin (atualmente a província chinesa de Shaanxi), para que estes fossem mantidos sob uma vigilância rígida, evitando assim qualquer tentativa de rebelião.
O imperador também desenvolveu uma extensa rede de estradas e canais conectando as províncias, para assim acelerar o comércio entre estas, além de facilitar e acelerar o transporte de tropas no caso de uma província rebelde.
Qin Shi Huang e Li Si unificaram a China economicamente, padronizando os pesos e medidas, assim como a moeda, a largura das carroças (assim todas carroças poderiam ser utilizadas sem problemas nas novas estradas), o sistema legal, etc.
Talvez o mais importante tenha sido a unificação da escrita. Li Si desenvolveu um conjunto de caracteres chamado selos pequenos, baseados nos caracteres utilizados no Estado de Qin. Escritos utilizando o novo sistema foram encontrados encravados nas encostas de montanhas sagradas na China, como o Monte Taishan, para assim fazer com que os céus soubessem a respeito da unificação da terra sob um único imperador, além de propagar a nova escrita para as pessoas.
Qin Shi Huang continuou a expansão militar durante seu reinado, anexando regiões ao Sul (o que é atualmente a província de Guangdong foi penetrado pela primeira vez pelos exércitos chineses) e combatendo tribos nômades ao norte e noroeste (os Xiongnu). Foi para prevenir que os Xiongnu avançassem mais pela fronteira Norte que Qin Shi Huang ordenou a construção de uma imensa muralha defensiva, unindo várias muralhas já existentes desde o Período dos Reinos Combatentes. Esta muralha, em cuja construção foram mobilizados centenas de milhares de homens (e um número desconhecido morreu), é a precursora da atual Muralha da China. Ela foi construída muito mais ao Norte do que a atual muralha, que foi construída apenas durante a Dinastia Ming, quando a China possuía pelo menos o dobro de habitantes em relação ao período do Primeiro Imperador, e quando mais de cem anos foram dedicados na construção da muralha, em oposição aos meros dez anos devotados durante o período do Primeiro Imperador. Muito pouco restou das muralhas construídas por Qin Shi Huang.

## Morte e Consequências
O imperador morreu durante uma viagem para o Leste da China, à procura das lendárias Ilhas dos Imortais (possivelmente localizadas além da costa Leste da China), onde pretendia descobrir o segredo da imortalidade. Supostamente, Qin Shi Huang teria morrido ao beber uma poção, que havia sido preparada pelos cientistas e médicos da corte. A poção, que ironicamente deveria tornar o imperador imortal, continha altas taxas de mercúrio.
Sua morte ocorreu no começo de Setembro de 210 a.C. no palácio da prefeitura de Shaqiu, cerca de dois meses de distância, por terra, da capital Xianyang. O primeiro-ministro Li Si, que o acompanhava, estava extremamente preocupado com as notícias de sua morte, temendo que isto pudesse impulsionar um levante geral no império, dadas as brutais políticas utilizadas no império por Qin Shi Huang, assim como o ressentimento geral que a população sentiria por ser forçada a trabalhar em projetos gigantescos, como a grande muralha ao Norte da China ou o mausoléu do imperador. Levaria dois meses para o governo chegar a capital, e não seria possível controlar um levante que se iniciasse neste meio tempo. Li Si decidiu ocultar a morte de Qin Shi Huang, e retornar para Xianyang.
A maioria dos servos do imperador que o acompanhavam não foram informados por Li Si de sua morte, e todos os dias Li Si entrava na carruagem onde supostamente o imperador estaria viajando, e fingia discutir assuntos políticos. Tendo o imperador sido um homem bastante retraído e de poucas aparições, o estratagema de Li Si funcionou perfeitamente, sem levantar dúvidas na corte. Li Si também ordenou que duas carruagens contendo peixes fossem levadas uma atrás e outra na frente da carruagem do imperador, para que ninguém sentisse o cheiro exalado pelo seu corpo sem vida. Após dois meses, Li Si e a corte imperial estavam novamente em Xianyang, e então apenas neste momento é que foi anunciada a morte do imperador.
Qin Shi Huang não gostava muito de falar sobre a morte, e nunca escreveu um testamento. Após sua morte, Li Si e o chefe eunuco Zhao Gao persuadiram seu segundo filho Huhai para que forjasse um testamento do imperador. Eles forçaram o primeiro filho do imperador, Fusu, a cometer suicídio, e tomaram o comando das tropas de Meng Tian - que era leal a Fusu -, além de matarem a família de Meng. Hunai tornou-se o Segundo Imperador (Er Shi Huangdi), conhecido pelos historiadores como Qin Er Shi.
Qin Shi Huang foi enterrado em seu mausoléu, com o famoso Exército de terracota, próximo a atual Xi'an (província de Shaanxi), mas sua câmara mortuária ainda não foi aberta. Contudo, uma análise magnética do sítio arqueológico revela que um grande número de moedas podem ser encontradas na tumba ainda lacrada, ocasionando especulações de que o tesouro real foi enterrado junto com o imperador. Arqueólogos, temendo destruir ou avariar a tumba ainda intocada, não pretende abri-la. Contudo, há um outro lado da história; de que, na cultura popular chinesa - e para a grande massa da população, principalmente no meio rural, onde foi encontrada a tumba - não quer abri-la, pois teme que, de acordo com a tradição religiosa chinesa, o espírito de Qin Shi Huang seja liberado. De qualquer modo, seja por crenças religiosas locais, ou por medo de destruição material, a abertura da tumba do imperador, ao menos no momento, está fora de cogitação.
Qin Er Shi não foi um imperador tão capaz quanto seu pai. Revoltas rapidamente surgiram, e após apenas quatro anos da morte de Qin Shi Huang, seu filho também estava morto. O palácio imperial e os arquivos do Estado foram queimados, e a dinastia Qin chegou ao fim. Foi durante o governo de Qin Er Shi que poderosas famílias entraram em guerra, com as mais poderosas ascendendo politicamente e trazendo ordem, novamente, para a China (contudo iniciando uma nova dinastia de imperadores). Esta foi uma época de grande agitação civil, e tudo que o imperador havia solidificado e criado em seu governo entrou em colapso, por um curto período.
A próxima dinastia chinesa, a Dinastia Han, rejeitou o legalismo (a favor do confucionismo) e tornaram as leis mais moderadas, apesar de manterem os aspectos políticos e econômicos de Qin Shi Huang quase intactos. Neste sentido, a obra do Primeiro Imperador foi mantida durante os séculos que seguiram sua morte, e tornou-se uma característica duradoura da sociedade chinesa.

## Qin Shi Huang na Historiografia

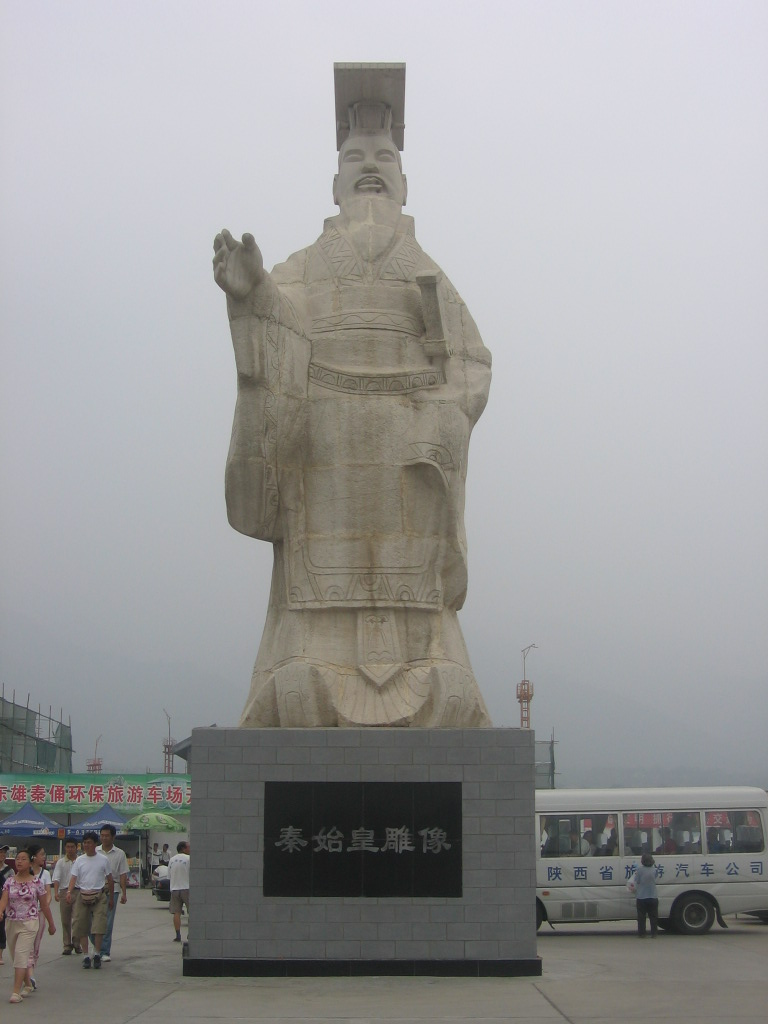
Uma estátua moderna de Qin Shi Huang, localizada próxima ao local onde foi encontrado o Exército de Terracota.

Na historiografia tradicional chinesa, o Primeiro Imperador quase sempre foi descrito como um tirano brutal, supersticioso -como resultado de sua suposta obsessão paranóica em atingir a imortalidade (de fato ele morreu por intoxicação por mercúrio contido em suas "poções" para atingi-la)-, e muitas vezes foi colocado mesmo como um líder medíocre. Discriminações contra o Estado legalista de Qin começaram a surgir já em 266 a.C., quando o filósofo confucionista Xun Zi comparou-o com tribos bárbaras e escreveu "Qin possui o coração de um tigre ou um lobo; [e é] avarento, perverso, ávido para o lucro, e sem sinceridade".
Posteriormente, historiadores confucionistas condenariam o imperador por queimar os clássicos, além de queimar os próprios estudiosos confucionistas. Eles eventualmente iriam compilar a lista dos Dez Crimes de Qin para destacar suas ações tirânicas. O famoso estadista e poeta do período Han, Jia Yi, concluiu seu ensaio As Faltas de Qin com o que se tornaria o julgamento confucionista padrão acerca das razões para o colapso de Qin. O ensaio de Jia Yi, admirado como uma obra-prima em retórica e racionalidade, foi copiado em duas histórias Han, tendo alcançado uma grande influência no pensamento político chinês como um exemplo clássico da teoria confucionista. Ele explicou a maior fraqueza de Qin como resultado da busca desenfreado por poder, o mesmo fator que havia tornado-o tão poderoso; pois como Confúcio havia ensinado, a força de um governo é baseado em última instância no apoio do povo e na conduta virtuoso de seu governante.
Devido a esta oposição sistemática ao Primeiro Imperador, por parte de estudiosos de Han, algumas das histórias a respeito de Qin Shi Huang são duvidosas, e muitas provavelmente foram criadas para enfatizar seu caráter negativo. Por exemplo, a acusação de que ele executou 460 estudiosos enterrando-os vivos, deixando apenas suas cabeças acima do chão - para então decapitá-los -, muito provavelmente não é verdadeira.
Existem também muitas lendas a respeito da fúria do Paraíso contra o Primeiro Imperador, como a história de uma pedra que teria caído do céu, e onde estavam gravadas palavras que denunciavam o imperador e profetizavam o colapso de seu império após sua morte. A maioria das histórias deste gênero foram descreditadas pelos sinólogos, classificadas como lendas para denegrir a imagem do Primeiro Imperador.
Apenas em tempos modernos os historiadores tornaram-se aptos a penetrar além das limitações da historiografia tradicional chinesa. A rejeição política da tradição confucionista, colocando esta como um impedimento para a modernização da China, abriu as portas para mudanças de perspectivas a respeito de Qin Shi Huang. Nas três décadas entre a queda da Dinastia Qing e o início da Segunda Guerra Mundial, com a profunda insatisfação com a fraqueza e desunição presentes na China, começa a surgir uma reinterpretação da memória e do legado do homem que unificara a China. Quando o território chinês se via totalmente ocupado por nações estrangeiras, o famoso historiador do Kuomitang, Xiao Yishan, enfatizava em seus escritos o papel de Qin Shi Huang na expulsão dos bárbaros do Norte, particularmente com a construção da Grande Muralha. Outro historiador, Ma Feibai (馬非百), publicou em 1941 uma biografia revisionista completa a respeito do Primeiro Imperador, intitulada Qin Shi huangdi Zhuan (《秦始皇帝傳》), onde colocava Qin Shi Huang como um dos maiores heróis da história chinesa. Ma comparava-o com o líder chinês contemporâneo Chiang Kai-Shek, apresentando muitos paralelos na carreira e política dos dois homens. A Expedição ao Norte da década de 1920 de Chiang Kai-Shek, que procedeu diretamente o novo governo nacionalista em Nanjing foi comparada, por exemplo, com a unificação realizada por Qin Shi Huang.
Com a chegada da Revolução Comunista em 1949, novas interpretações a respeito do Primeiro Imperador surgiriam. O estabelecimento do novo regime revolucionário significava outra resignificação do Primeiro Imperador, desta vez de acordo com a teoria marxista. A nova interpretação dada a Qin Shi Huang era geralmente uma combinação de visões tradicionais e modernas, mas essencialmente, era uma visão crítica. Isto é exemplificado na obra História Completa da China, compilada em Setembro de 1955, como uma pesquisa oficial da história chinesa. A obra descrevia os principais passos do Primeiro Imperador em direção da unificação e padronização nacional, como correspondente aos interesses da classe social dominante (mercantil), e não como correspondente aos interesses da nação ou do povo. Além disso, a obra descrevia a subsequente queda da Dinastia Qin, também de acordo com a teoria marxista, como resultado da luta de classes: rebeliões de camponeses contra a opressão - uma revolta que demoliu a dinastia, mas que estava fadada a falhar devido ao compromisso com os "elementos da classe proprietária".
Desde 1972, entretanto, uma visão do Primeiro Imperador radicalmente diferente das usuais começou a tornar-se proeminente ao redor de toda a China. O movimento de resignificação foi iniciado por Hong Shidi com sua obra Qin Shi Huang. A obra foi publicada pela própria editora oficial do governo chinês, que almejava que tal obra atingisse as massas populares. Foram vendidas 1,85 milhões de cópias em dois anos. Nesta nova interpretação, Qin Shi Huang é visto como um líder com visão ampla do futuro, que destruiu as tentativas de desunir o país e finalmente o unificou, pela primeira vez. Atributos pessoais, como sua busca por imortalidade, tão enfatizadas na historiografia tradicional, são vagamente mencionados. As novas interpretações mostravam agora, neste tempo (uma era de grandes mudanças políticas e sociais), que o Primeiro Imperador não tinha escrúpulos em utilizar métodos violentos para sufocar contra-revolucionários, como o "dono de escravos comercial e industrial" chanceler Lü Buwei. Infelizmente, ele não teria sido tão minucioso quanto deveria ser, e após sua morte, subversivos ocultos, sob liderança do chefe eunuco Zhao Gao, tomaram o poder e usaram-no para retornar à velha ordem feudal.
Ainda para circular esta resignificação, uma nova interpretação do rápido colapso da Dinastia Qin foi apresentada no artigo intitulado "Sobre a Luta de Classes entre os Períodos Qin e Han", por Luo Siding, em um boletim de 1974 de Bandeira Vermelha, para substituir a explicação antiga. A nova teoria clamava que a causa da queda de Qin devia a falta de minuciosidade em sua "ditadura sobre os reacionários, incluindo até a extensão de permitir que eles adentrassem em órgãos de autoridade política e usurpassem postos importantes."
Qin Shi Huang foi apontado por Michael H. Hart em sua As 100 Maiores Personalidades da História como a 17ª figura mais importante.

## Diversos
Qin Shi Huang se interessava pela imortalidade e visitou a Ilha Zhifu. Estes feitos tornaram-se uma história muito popular, do imperador enviando um habitante de Zhifu, Xu Fu, como o líder religioso dos navios com centenas de jovens homens e mulheres que sairia à procura do elixir da imortalidade. Estas pessoas nunca retornaram, já que sabiam que se retornassem sem o "elixir da imortalidade", eles seriam certamente executados. A lenda diz que eles se instalaram em uma das ilhas japonesas. A lenda também diz que este é o porque de vários aspectos do idioma japonês serem similares ao chinês, e o fato de as pessoas japonesas serem parecidas com as chinesas.
O imperador geralmente viajava para as maiores cidades do império para inspecionar a eficiência da burocracia e para simbolizar a presença do prestígio de Qin. (foi em uma dessas viagens que ele teria morrido). De qualquer modo, estas viagens proporcionavam oportunidades para tentativas de assassinatos, sendo a mais famosa delas a executada por Zhang Liang.
Posteriormente, quando já havia sofrido inúmeras tentativas de assassinato, Qin Shi Huang começou a tornar-se paranoico com o fato de permanecer em um lugar por muito tempo e contrataria servos para levá-lo cada noite em diferentes edifícios de seu complexo de palácios. Ele também teria contratado vários "sósias" para confundir os assassinos.